# Goulmoyo
Goulmoyo est une localité du Cameroun située dans l'arrondissement de Meri, le département du Diamaré et la région de l’Extrême-Nord. Elle fait partie du canton de Godola.

## Localisation
Le village Goulmoyo est localisé à 10°37‘ et 14°13‘, sur la route allant de Tchéré à Tchabawol

## Population
En 1974 on distinguait deux villages : Goulmoyo Foulbe avec 101 habitants, des Peuls, et Goulmoyo Moufou avec 74 habitants, des Moufou.
Lors du dernier recensement de 2005, on y a dénombré (ensemble) 713 habitants, soit 335 hommes (46,99%) pour 378 femmes (53,01 %). 

## Initiatives de développement
En 2016, les projets prévus dans le plan communal de développement pour le compte du village Goulmoyo concernent la réalisation d’un forage muni de PMH et l’appui à la construction d’un abri et l’achat d’un moulin à céréales. Le village ne figure pas dans les priorités de l’ordre de financement du plan communal.